# Priastichus megathorax
Priastichus megathorax is een keversoort uit de familie Priasilphidae. De wetenschappelijke naam van de soort is voor het eerst geldig gepubliceerd in 2005 door Leschen, Lawrence & Slipinski.